# Lista de obras de Banksy

Shop Until You Drop (2011) faz uma crítica ao consumismo.

Esta é uma lista de obras de Banksy. Banksy é um grafiteiro, ativista político e diretor de cinema britânico, cuja identidade real é desconhecida. Sua arte satírica e seus epigramas subversivos combinam o humor negro com o grafite executado em uma técnica distintiva de estêncil. Suas obras de comentário político e social foram apresentadas em ruas, muros e pontes de cidades em todo o mundo.

## Obras
| - The Antics Roadshow - Art Buff - Ballerina with Action Man Parts — em 2007, foi vendido por £ 97 mil. - Girl with Balloon - Better Out Than In - Bomb Hugger — criado em 2003. Em 2007, foi vendido por £ 31.200 na Sotheby's. - Bombing Middle England - Cardinal Sin — é um busto com o rosto coberto por azulejos brancos. O trabalho foi revelado na Walker Art Gallery em 2011. - Civilian Drone Strike - Corrupted Oil Jerry — estêncil do personagem de desenho animado Jerry. - Devolved Parliament - Dismaland - The Drinker - Exit Through the Gift Shop - Forgive Us Our Trespassing — a obra pode ser encontrada em uma parede em Salt Lake City, Utah. Em 2010, ela foi distribuída em forma de cartazes para promover o filme Exit Through the Gift Shop. | - Fragile Silence — o mural de 9,1 metros apareceu ao lado de um trailer. - Glory — vendido por £ 72 mil em 2007. - Gorilla in a Pink Mask - Leake Street - The Mild Mild West - "MoneyBART" - One Nation Under CCTV - Parachuting Rat - Pulp Fiction - Self Portrait — em 2007, foi vendido por 198 mil libras, quase cinco vezes mais que o valor estimado na pré-venda. - Slave Labour - The Son of a Migrant from Syria - Space Girl and Bird — a pintura foi encomendada pela Blur para servir de capa do álbum Think Tank. Em 2007, foi vendida em leilão por £ 288 mil, vinte vezes maior que o valor estimado. - Spy Booth - Think Tank (capa do álbum) - Untitled — criado em 2004. Em 2007, foi vendido por £ 33.600. - Well Hung Lover |